# Dong Fangzhuo
Dong Fangzhou (Dalian, 23 januari 1985) is een Chinees voormalig voetballer die enkele jaren onder contract stond bij Manchester United. In 2016 beëindigde hij zijn professionele voetbalcarrière.

## Clubcarrière
In januari 2004 werd Dong voor drieënhalf miljoen pond weggekocht bij de Chinese club Dalian Shide, een recordbedrag voor een Chinese speler. Wegens problemen met de werkvergunning kon de jonge speler niet meteen in Engeland aan de slag. Hij werd daarom uitgeleend aan de Belgische club Royal Antwerp, waar hij debuteerde in de Eerste klasse. De volgende seizoenen kwam Antwerp uit in de Tweede klasse, waar Dong in het seizoen 2005/2006 topschutter werd voor zijn club met 17 doelpunten.
Tijdens de zomermaanden van 2005 en 2006 mocht Dong Fangzhou mee op wereldtour met Manchester United. Op de Azië-tour (2005) maakte hij zijn debuut in het eerste elftal in een vriendschappelijke wedstrijd tegen een sterrenelftal uit Hongkong (2–0 winst). Op de tour in Zuid-Afrika maakte Dong de winnende treffer in de wedstrijd tegen Kaizer Chiefs (1–0 winst).
In het seizoen 2006/07 werkte Dong de eerste seizoenshelft nog af met Antwerp. Omdat de werkvergunning uiteindelijk toch arriveerde, keerde Dong eind december terug naar Manchester. In augustus 2008 werd zijn contract ontbonden en ging terug naar China, om daar bij voormalig werkgever Dalian Shide te spelen.
Begin 2010 keerde hij terug naar Europa en versierde een contract bij Legia Warschau. Hij kwam niet  verder dan twee wedstrijden. Aan het eind van dat seizoen ruilde hij Legia in voor Portimonense SC uit Portugal. Na drie invalbeurten verliet hij de club in maart 2011 voor MIKA Asjtarak, een Armeense club. In januari 2012 trok hij terug naar China en tekende bij tweedeklasser Hunan Billows. Na de club uit Hunan volgden nog twee clubs voor Dong, waarna hij in 2016 zijn voetbalcarrière beëindigde.

## Interlandcarrière
Dong maakte op 12 oktober 2005 zijn debuut in het Chinees voetbalelftal in een vriendschappelijke interland tegen Duitsland (1–0 verlies). Hij behoorde tot de Chinese selectie voor het Azië Cup 2007, maar kwam niet in actie. Zijn laatste interland was een kwalificatiewedstrijd voor het toernooi, gespeeld in juli 2007.